# Myrmecaelurus venalis
Myrmecaelurus venalis är en insektsart som först beskrevs av Luisa Eugenia Navas 1926.  Myrmecaelurus venalis ingår i släktet Myrmecaelurus och familjen myrlejonsländor. Inga underarter finns listade i Catalogue of Life.